# Lauren Sammis
Lauren Sammis es una jinete estadounidense que compitió en la modalidad de doma. Ganó dos medallas en los Juegos Panamericanos de 2007, oro en la prueba por equipos y plata en individual.

## Palmarés internacional
| Juegos Panamericanos | Juegos Panamericanos    | Juegos Panamericanos | Juegos Panamericanos |
| Año                  | Lugar                   | Medalla              | Categoría            |
| -------------------- | ----------------------- | -------------------- | -------------------- |
| 2007                 | Río de Janeiro (Brasil) | Medalla de oro       | Por equipos          |
| 2007                 | Río de Janeiro (Brasil) | Medalla de plata     | Individual           |